# بوسكور (آيت إسفاون السهلية)
بوسكور هو دُوَّار يقع بجماعة بني عياط، إقليم أزيلال، جهة بني ملال خنيفرة في المملكة المغربية. ينتمي الدوّار لمشيخة آيت إسفاون السهلية التي تضم 5 دواوير. يقدر عدد سكانه بـ 655 نسمة حسب الإحصاء الرسمي للسكان والسكنى لسنة 2004.

## روابط خارجية
- البوابة الوطنية للجماعات الترابية نسخة محفوظة 12 مارس 2018 على موقع واي باك مشين.
- المندوبية السامية للتخطيط